# Xanthosoma violaceum
Xanthosoma violaceum, conhecido popularmente como mangarito, mangará-mirim, taioba, taiova, arão, aro, jarro, pé-de-bezerro, taiá, talo e tarro, é uma erva da família das aráceas. É originário da América tropical. Suas folhas, sagitadas (em forma de seta) e de tonalidade azulada, podem ser cozidas e servir de alimento. O seu rizoma também pode ser cozido e servir de alimento.

## Etimologia
"Mangarito" provém do tupi mãga'rá. "Taioba" e "taiova" provêm do tupi taya'oba, "folha de taiá". "Arão" provém do grego áron, através do latim aron. "Aro" provém do latim aru. "Jarro" provém do latim arum. "Pé-de-bezerro" é uma referência ao formato do caule da planta. "Taiá" provém do tupi ta'yá. "Talo" provém do grego tahllós, "ramo verde", através do latim thallu. "Tarro" provém do grego tarrós, "cesto de vime em que se espreme o queijo". Violaceum é o termo latino para "violeta", numa referência à cor das folhas da espécie.